# Svante Stockselius
Stig Svante Stockselius, né le 31 décembre 1955 à Hudiksvall, est un journaliste et homme de télévision suédois. Il est surtout connu pour avoir été le responsable des concours de la chanson pour l'Union européenne de radio-télévision (UER) et le coordinateur des Concours Eurovision de la chanson et Concours Eurovision de la chanson junior.

## Biographie
Svante Stockselius a grandi à Ockelbo, une petite ville du centre de la Suède. Il a commencé sa carrière comme journaliste. Depuis l'âge de 16 ans, il a travaillé pour le quotidien du soir Expressen, basé à Stockholm.
En qualité de chef du département divertissement de la télévision nationale publique suédoise SVT (Sveriges Television) à partir de la fin des années 1990, il travaille notamment sur l'organisation suédoise du Concours Eurovision de la chanson 2000, qui se déroule à Stockholm. Il a également été un des protagonistes en 2002 d'une importante réorganisation du Melodifestivalen, le concours de la chanson qui sert de sélection nationale pour l'Eurovision, en introduisant quatre demi-finales et une demi-finale de rattrapage (Second chance) qui précèdent la finale.
À la suite de la victoire de l'Estonie à l'Eurovision 2001, Svante Stockselius est invité par la télévision nationale publique estonienne ETV à prendre part à la préparation de l'organisation de l'édition 2002. Cette même année, il travaille pour la chaîne de télévision commerciale TV4. En 2003, l'UER lui offre le poste de superviseur exécutif du Concours Eurovision de la chanson.
Le 30 août 2010, en raison d'une réorganisation au sein de l'UER, il annonce qu'il va démissionner de son poste après le Concours Eurovision de la chanson junior, qui se déroule en novembre 2010, donnant ainsi la possibilité à d'autres de porter l'événement à un niveau supérieur,,.